# Forma real (álgebra de Lie)
En matemáticas, la forma real a objetos definidos sobre el cuerpo de los números reales en relación con objetos similares definidos sobre los números complejos. Un álgebra de Lie real {\displaystyle {\mathfrak {g}}_{0}} se llama una forma real de un álgebra de Lie compleja {\displaystyle {\mathfrak {g}}} si {\displaystyle {\mathfrak {g}}} es la complexificación de {\displaystyle {\mathfrak {g}}_{0}}:
{\displaystyle {\mathfrak {g}}\simeq {\mathfrak {g}}_{0}\otimes _{\mathbb {R} }\mathbb {C} .}
La noción de forma real también se puede definir para grupos de Lie complejos. Las formas reales de grupos de Lie semisimples y álgebras de Lie fueron completamente clasificadas por Élie Cartan en 1894.

## Formas reales para grupos de Lie y grupos algebraicos
Usando la correspondencia entre grupos de Lie y álgebras de Lie, la noción de una forma real puede definirse tanto para álgebras como para grupos de Lie. En el caso de los grupos algebraicos lineales, las nociones de complexificación y forma real tienen una descripción natural en el lenguaje de la geometría algebraica.

## Clasificación
Así como el álgebra de Lie semisimple se clasifica por el diagrama de Dynkin, las formas reales de un álgebra de Lie semisimple se clasifican por el diagrama de Satake, que se obtienen del diagrama de Dynkin de la forma compleja etiquetando algunos vértices negros (rellenos) y conectando algunos otros vértices en pares con flechas, de acuerdo con ciertas reglas.
Es un hecho básico en la teoría álgebras de Lie semisimples es que cada álgebra de este tipo admite dos formas reales especiales: una es la "forma real compacta" y corresponde a un grupo de Lie compacto bajo la correspondencia de Lie (su diagrama de Satake tiene todos los vértices ennegrecidos), y el otro es la "forma real dividida" y corresponde a un grupo de Lie que está lo más lejos posible de ser compacto (su diagrama de Satake tiene sin vértices ennegrecidos y sin flechas). En el caso del complejo grupo lineal especial SL(n,C), la forma real compacta es el grupo unitario especial SU(n) y la forma real dividida es el grupo lineal especial real SL(n,R). La clasificación de formas reales de álgebras de Lie semisimples fue realizada por Élie Cartan en el contexto del espacio simétrico riemanniano. En general, puede haber más de dos formas reales.
Supongamos que {\displaystyle {\mathfrak {g}}_{0}} es un álgebra de Lie semisimple sobre el cuerpo de números reales. Según el criterio de Cartan, la forma de matar no es degenerada, y puede diagonalizarse en una base adecuada con las entradas diagonales +1 o −1. Por la ley de inercia de Sylvester, el número de entradas positivas, o el índice positivo de inercia, es un invariante de la forma bilineal, es decir, no depende de la elección de la base diagonalizante. Este es un número entre 0 y la dimensión de {\displaystyle {\mathfrak {g}}} que es un invariante importante del álgebra de Lie real, llamada su índice.

### Forma real divisible
Una forma real g0 de un álgebra de Lie semisimple semisimple de dimensión finita se dice que es divisible, o normal, si en cada descomposición de Cartan g0 = k0 ⊕  p0, el espacio p0 contiene una subálgebra abeliana máxima de g0, es decir, su subálgebra de Cartan. Élie Cartan demostró que cada álgebra de Lie semisimple compleja g tiene una forma real dividida, que es única hasta el isomorfismo. Tiene índice máximo entre todas las formas reales.
La forma dividida corresponde al diagrama de Satake sin vértices ennegrecidos y sin flechas.

## Construcción de la forma real compacta
En general, la construcción de la forma real compacta utiliza la teoría de la estructura de álgebras de Lie semisimples. Para el álgebra de Lie clásica hay una construcción más explícita.
Sea {\displaystyle {\mathfrak {g}}_{0}} un álgebra de Lie real de matrices sobre R que está cerrada bajo el mapa de transposición,
{\displaystyle X\to {X}^{t}.}
Entonces {\displaystyle {\mathfrak {g}}_{0}} se descompone en la suma directa de su parte simétrica asimétrica k0 y su parte simétrica p0, esta es la Descomposición de Cartan:
{\displaystyle {\mathfrak {g}}_{0}={\mathfrak {k}}_{0}\oplus {\mathfrak {p}}_{0}.}
La complejización {\displaystyle {\mathfrak {g}}} de {\displaystyle {\mathfrak {g}}_{0}} se descompone en la suma directa de {\displaystyle {\mathfrak {g}}_{0}} e {\displaystyle i{\mathfrak {g}}_{0}}. El espacio vectorial real de las matrices
{\displaystyle {\mathfrak {u}}_{0}={\mathfrak {k}}_{0}\oplus i{\mathfrak {p}}_{0}}
es un subespacio del álgebra de Lie compleja {\displaystyle {\mathfrak {g}}} que está cerrada bajo los conmutadores y consiste en matrices sesgadas-hermitianas. De ello se deduce que u0 es una subálgebra de Lie real de {\displaystyle {\mathfrak {g}}}, que su forma de Killing es definición negativa (lo que la convierte en un álgebra de Lie compacta), y que la complejización de u'0 es {\displaystyle {\mathfrak {g}}}. Por lo tanto, u0 es una forma compacta de {\displaystyle {\mathfrak {g}}}.